# Tormod Hjortnæs Larsen
Tormod Hjortnæs Larsen, född 29 juli 1986, är en norsk friidrottare. Han representerar Lillehammer IF.

## Medaljer i norska mästerskap
| Medalj | Gren                  | År            |
| ------ | --------------------- | ------------- |
| Guld   | 1000 meter stafett    | 2008          |
| Silver | 100 meter             | 2009          |
| Silver | 1000 meter stafett    | 2006          |
| Silver | 4 x 400 meter stafett | 2006          |
| Brons  | 200 meter             | 2009          |
| Brons  | 1000 meter stafett    | 2007 och 2009 |
| Brons  | 4 x 400 meter stafett | 2007          |